# Géographie des îles Marshall
Les îles Marshall sont  situées dans le Sud-Ouest de l'océan Pacifique nord. Elles se trouvent à un peu plus d'un tiers de la distance séparant la Nouvelle-Irlande (Papouasie-Nouvelle-Guinée) et Hawaï. 
Elles forment un archipel de 29 atolls et 5 îles, réparties en deux groupes, les Ratak (« Orient ») et Ralik (« Occident »). Les deux tiers de la population sont concentrés à Majuro, où se trouve la capitale Delap-Uliga-Darrit ou à Ebeye. Les îles extérieures sont très peu peuplées en raison du manque de perspectives économiques.
Le relief des Îles Marshall est composé de calcaire corallien et d’îles sablonneuses. L’année comporte deux saisons, une sèche de décembre à avril, et une saison des pluies de mai à novembre. L’archipel est situé en bordure de la ceinture des cyclones tropicaux.
Les îles Marshall ont une frontière maritime avec les États fédérés de Micronésie au sud-ouest, Nauru au sud et les Kiribati au sud-est.

## Peuplement

Répartition de la population des Îles Marshall selon le recensement de 2011.

Parmi les 34 îles des Marshall, quelques îles concentrent une majorité de population. Majuro, l’atoll-capitale, compte plus de la moitié de la population du pays à lui seul, avec environ 28 000 habitants en 2011. Le deuxième territoire qui concentre beaucoup de population est Kwajalein au centre du pays. Deux îles de cet atoll sont très peuplées : l’île de Kwajalein, où se trouve une base militaire américaine, qui compte environ 1 000 habitants réguliers, et l’île d’Ebeye plus au nord-est, avec plus de 9 000 habitants en 2011 sur une surface de 36 hectares soit une densité de population supérieure à 26 000 habitants au kilomètre carré. Ces atolls polarisent à eux deux 72 % de la population des Îles Marshall. La population qui habite les zones urbaines dans les Marshall (principalement dans ces 2 atolls) est majoritairement une population de la classe active (58,2 % des habitants ont entre 15 et 59 ans) qui s’explique par la facilité de trouver un emploi dans ces zones urbaines, également une population jeune (37,8 % ont 15 ans ou moins). Outre l’aspect démographique, les liens avec le reste du monde sont plus intenses avec notamment les deux aéroports internationaux du pays. L’aéroport de Majuro, posé sur la mince bande de terre de l’atoll est relié à Hawaï, Guam et Brisbane, et l’aéroport de Kwajalein, à la fois militaire et civil.
Les îles périphériques des Marshall sont toutes les autres îles peuplées. Elles sont régulièrement appelées en anglais remote islands (« îles lointaines » en français), par rapport aux deux grands atolls de Majuro et Kwajalein, alors qu’il n’y a souvent que peu de distance effective entre elles.
Une partie non négligeable des Îles Marshall est inhabitée. Il s’agit exclusivement d’îles au nord du pays, pour des raisons climatiques et liées au passé nucléaire du pays qui a rendu inhabitable certains atoll.
En 2021, les résultats préliminaires du recensement de 2021 (RMI national census) montrent en un phénomène de dépeuplement important. En 2011, le recensement avait dénombré 53 158 habitants dans le pays. En 2021, selon les chiffres actuellement recueillis, on dénombre 39 262 habitants, et ce chiffre n'est pas destiné à dépasser 40 à 41 000 habitants dans le rapport final, selon les responsables de cette étude. Ce dépeuplement est généralisé et concerne aussi bien les atolls périphériques que les îles principales comme Majuro ou Ebeye sur Kwajalein. L'article note que l'atoll de Lae a connu la plus grande diminution, en passant de 348 à 55 habitants, et ensuite Enewetak passant de 664 à 292. Majuro, l'atoll-capitale, est peuplé de 20 483 habitants, contre 27 797 en 2011, et Kwakalein, 9 279 contre 11 408 en 2011.

## Tableau
| Nom          | Recensement de 1988 | Recensement de 1999 | Recensement de 2011 |
| ------------ | ------------------- | ------------------- | ------------------- |
| Ailinglaplap | 1 715               | 1 959               | 1 729               |
| Ailuk        | 488                 | 513                 | 339                 |
| Arno         | 1 656               | 2 069               | 1 794               |
| Aur          | 438                 | 537                 | 499                 |
| Bikini       | 10                  | 13                  | 9                   |
| Ebon         | 741                 | 902                 | 706                 |
| Enewetak     | 715                 | 853                 | 664                 |
| Jabat        | 112                 | 95                  | 84                  |
| Jaluit       | 1 709               | 1 669               | 1 788               |
| Kili         | 602                 | 774                 | 548                 |
| Kwajalein    | 9 311               | 10 902              | 11 408              |
| Lae          | 319                 | 322                 | 347                 |
| Lib          | 115                 | 147                 | 155                 |
| Likiep       | 484                 | 527                 | 401                 |
| Majuro       | 19 664              | 23 676              | 27 797              |
| Maloelap     | 796                 | 856                 | 682                 |
| Mejit        | 445                 | 416                 | 348                 |
| Mili         | 854                 | 1 032               | 738                 |
| Namdrik      | 814                 | 772                 | 508                 |
| Namu         | 801                 | 903                 | 780                 |
| Rongelap     | -                   | 19                  | 79                  |
| Ujae         | 448                 | 440                 | 364                 |
| Ujelang      | -                   | -                   | -                   |
| Utirik       | 409                 | 433                 | 435                 |
| Wotho        | 90                  | 145                 | 97                  |
| Wotje        | 646                 | 866                 | 859                 |

## Divisions administratives

### Ralik et Ratak
Les Îles Marshall sont divisées en deux chaînes principales, les Ratak (« Orient ») et Ralik (« Occident »). Ces deux divisions sont culturelles et linguistiques, avec l'existence d'un dialecte ralik et d'un dialecte ratak.

### Circonscriptions
Les Îles Marshall sont divisées en plusieurs circonscription sénatoriales, dont les élus siègent au nitijeļā.

## Données brutes
Ressources naturelles : phosphate, produits de la mer, minéraux dans le plancher océanique.
Exploitation du sol :
- terres arables : 0 %
- cultures permanentes : 60 %
- pâturages permanents : 0 %
- forêts : 0 %

Problèmes environnementaux : eau potable insuffisante, montée des eaux.
Catastrophes naturelles : cyclones tropicaux.
Traités internationaux sur l’environnement :
- partie à : Convention sur la diversité biologique, changements climatiques[pas clair], désertification, droit de la mer, protection de la couche d’ozone, Marpol.
- signé, mais non ratifié : protocole de Kyoto.